# Itziar Castro
Itziar Castro (ur. 14 lutego 1977 w Barcelonie, zm. 8 grudnia 2023 w Lloret de Mar) – hiszpańska aktorka, znana z roli Goyi w serialu Uwięzione. Była nominowana do nagrody Goya.

## Wybrana filmografia
| Rok       | Tytuł                 | Rola                    |
| --------- | --------------------- | ----------------------- |
| 2002      | Noche de fiesta       |                         |
| 2004      | Nieświadomi           | Ama                     |
| 2005      | Hospital Central      | Sara                    |
| 2006-2008 | El cor de la ciutat   | Bea Billars             |
| 2007      | Rumors                | Sekretarka              |
| 2009      | Otra ciudad           | Encargada de peluquería |
| 2009      | Xadom                 | Marta                   |
| 2015      | Algo que celebrar     | Louise                  |
| 2017      | Laia                  | Coja                    |
| 2017      | El crac               | Miriam Espinguet        |
| 2017      | Ciała                 | Itziar                  |
| 2018      | Paquita Salas         | Regidora de Premios     |
| 2018-2019 | Uwięzione             | Goya Fernández          |
| 2019      | Terror y feria        |                         |
| 2019      | Vida perfecta         | Pielęgniarka            |
| 2020      | Uwięzione: Hotel Oaza | Goya Fernández          |
| 2020      | Por H o por B         | Choni                   |